# Eugenia lucida
Eugenia lucida är en myrtenväxtart som beskrevs av Jean-Baptiste de Lamarck. Eugenia lucida ingår i släktet Eugenia och familjen myrtenväxter.
Artens utbredningsområde är Mauritius. Inga underarter finns listade i Catalogue of Life.